# Gulbades
Gulbades (em persa médio: wrdpt; romaniz.: Wardbed; em parta: wrdpt; romaniz.: Wardbed; em grego clássico: Γουλβαδ(ης); romaniz.: Goulbad(es)) foi um oficial persa do século III, ativo durante o reinado do xá Sapor I (r. 240–270). É conhecido apenas a partir da inscrição Feitos do Divino Sapor segundo a qual era chefe dos serviços (paristagbed em persa, parištagbed em parta, tou epi tes uperesías em grego), ou seja, dos criados a serviço da corte. Ele aparece numa lista de dignitários da corte na trigésima nona posição dentre os 67 dignitários.  Ainda está em aberto se seu ofício era hierarquicamente superior a todas as pessoas que serviam no palácio real ou se era o único responsável pelos criados. Ele podia ser, com bastante probabilidade, apenas o chefe de todos os servos que não tinham nenhuma posição especial. Entre eles estavam os servos pessoais dos membros da família real, bem como as numerosas pessoas na área de banquetes, caças reais ou músicos.